# Warez

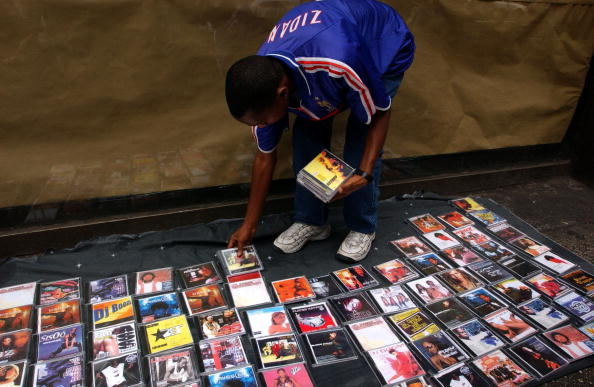
Cópias piratas de software à venda nas ruas ilegalmente.

Warez, termo derivado da língua inglesa, segunda metade da palavra "software" no plural. Primariamente, se refere ao comércio ilegal (pirataria) de produtos com direitos autorais. Este termo geralmente se refere à disponibilização por meio de grupos organizados, fazendo uso das redes peer-to-peer, de arquivos (ficheiros) entre amigos ou entre grandes grupos de pessoas com interesses similares.
Normalmente, não se refere ao comércio de software falsificado. Este termo foi criado por membros de grupos de usuários de computador do meio alternativo ou clandestino, mas se tornou de uso comum pela comunidade da internet e da mídia. O termo "pirataria" é utilizado por estes círculos para se referir ao uso não autorizado de propriedade intelectual.

## História
A pirataria, desta forma, teve início na Revolução Industrial, quando as primeiras máquinas têxteis patenteadas na Inglaterra foram copiadas e fabricadas nos Estados Unidos sem qualquer consideração ou pagamento aos inventores ingleses. A pirataria teve início por motivos econômicos, já que as máquinas inglesas eram incrivelmente eficientes. Durante os anos 80, várias marcas famosas foram alvo da pirataria. Desta vez a motivação era mero marketing. Tendo em vista a enorme procura e preço elevado dos produtos originais de marcas conhecidas, produtores locais começaram a copiar ilegalmente os modelos e logotipos famosos. No Brasil, tornou-se muito popular dentre os comerciantes informais, camelôs, que ainda hoje vendem produtos falsificados, desde roupas até eletrônicos. Os CDs foram um grande vilão, dando a possibilidade de se fazer dezenas de cópias de um mesmo CD em minutos. Além do baixo peso e baixo custo da matéria bruta, a distribuição também facilitou muito. Mais recentemente, a partir da invenção dos jogos eletrônicos e computadores pessoais, os alvos mudaram, exigindo mais conhecimento e modificando totalmente a forma como se conhecia a pirataria até então. Os produtos copiados não são mais matérias, nem falsificações, não tem uma produção e muitas vezes não são distribuídos fisicamente.
Ao mesmo tempo em que a Internet aumenta imensamente as oportunidades de venda de produtos e serviços, também cria novas oportunidades para a pirataria de software.
Até recentemente, as cópias não autorizadas de software requeriam troca física de disquetes, CDs ou outra mídia física, mas, à medida que a Internet torna-se continuamente mais difundida, mais rápida e menos dispendiosa, o mesmo ocorre com a pirataria de software.
A Internet permite que produtos sejam transferidos de um computador para outro, sem transação de mídias físicas e com pouco risco de detecção. Alguns esquemas de pirataria podem até mesmo envolver transações sem o consentimento do proprietário. A pirataria, que antes necessitava de um complexo entendimento de códigos de computador, agora pode ser feita com o clique de um mouse. De acordo com cálculos de 2012, cerca de 286 milhões de norte-americanos e 139 milhões de brasileiros têm agora acesso à Internet, proporcionando aos piratas de software um mercado crescente. (Fontes: ver Lista de países por número de usuários de Internet)
A indústria de alta tecnologia está direcionando a revolução da informação, que é a base da nova economia. As empresas associadas da BSA são produtoras líderes de software, hardware e tecnologias inovadoras, tendo sido sempre participantes fundamentais no fornecimento de infraestrutura crucial para o comércio eletrônico e de Internet.

## Tipos de pirataria
- Aplicativos – Geralmente a versão de testes, demonstração, não completa.
- Serial – Um conjunto de letras e/ou números que destravam programas, este tipo de warez é híbrido de legalidade e pirataria, pois é usado em ambos os lados.
- KeyGen – Um gerador de números seriais, desenvolvido para criar um número para destravar programas que usam números seriais baseados no computador ou na identidade.
- Patch – Um programa que possui uma cópia já alterada dentro dele e substitui o original pelo modificado. Isso inclui: substituir a versão mais antiga pela nova; substituir a versão demo pela full; e substituir a versão original do programa por uma versão hack. Pode ser também um software que altera a instrução dentro do aplicativo. Fazendo assim, por exemplo, pular a requisição de serial. Ou uma autenticação.
- Crack – Uma versão modificada do programa original, que roda uma cópia como se fosse completa. Ou um arquivo que executa tal processo, conhecido como patching (ou patchear, em português).
- KeyMaker  – Um programa que é uma fusão de KeyGen, Crack e cavalo de troia, o KeyMaker é uma espécie de crack, mas gera números seriais e destrava programas usando um código-fonte de cavalo de troia; usa este vírus configurado pelo usuário (normalmente o nome da pessoa) e gerado pelo programa para destravá-lo; e cria uma destrava que simula todos os passos normais de destrava criados para o programa, isolando-o de todas as possibilidades de travas, o que impossibilita retirá-lo após usado, com a exceção de que haja uma brecha na configuração do sistema, do programa e do KeyMaker, fazendo que a ativação quebre (mas isso é extremamente difícil de ser feito). E o KeyMaker também não precisa modificar nenhum arquivo ou o próprio programa, já que este último fica intacto ao usar está suprema destrava. Um programa que já é alvo principal é o Alcohol 120%, cujo criador denomina-se BetaMaster (identidade desconhecida).
- No-CD – São versões modificadas, ou pequenos programas que fazem esta modificação, para que o jogo ou aplicativo seja executado sem o CD original (uma forma muito comum de evitar pirataria de programas de computador).
- Jogos – Talvez o tipo de warez mais antigo. Se refere tanto a jogos de computador quanto aos jogos de videogame. Este tipo de warez tem uma atenção especial, e é muito disputado entre os grupos de crackers. Devido ao fato que alguns membros eram programadores de empresas de videogames já falidas, seus conhecimentos e interesses se voltaram mais para os games.
- Filmes – Relativamente novo, o warez de filmes só foi possível graças ao advento de novas formas de compressão de arquivos de vídeo, internet banda larga e leitores de DVD (que possibilitam a cópia do filme a partir de um DVD comercial sem necessariamente ter acesso ao arquivo original de mídia da produtora). Então, começaram a circular em redes peer-to-peer versões ripadas, ou seja, extraídas em sua essência, a partir de mídias de alta resolução, como o Blu-ray e o HD-DVD. Mais recentemente, com a conveniência dos serviços de streaming por assinatura, existem versões ripadas ou gravadas (com software de gravar a tela) dos filmes que existem nos diversos serviços existentes.[3]
- Séries de televisão – Com as placas de captura de sinais de televisão analógica e digital, os seriados podem ser gravados, editados e lançados na internet. Novos padrões de compressão de vídeo possibilitaram a redução dramática do tamanho de um episódio, geralmente em torno de 350MB com qualidade de DVD, que somado ao advento da proliferação de servidores de hospedagem de arquivos gratuitos, facilitaram em muito a distribuição deste tipo de conteúdo através de grupos de uploaders, que encodam (convertem para o formato final, embutindo a legenda) e fazem o upload (carregam o arquivo para os servidores e distribuem os links). Muitas vezes, fontes internas nas produtoras fazem cópias escondidas e distribuem antes dos seriados alcançarem as emissoras. Além de equipes amadoras espalhadas pelo mundo para produzir traduções e legendas para episódios do formato XviD. A alta qualidade do formato XviD incentivou fortemente o mercado warez, tamanha a sua ascensão, diversos DVD players domésticos já executam o formato DivX.
- MP3 – Basicamente incluem qualquer tipo de áudio no formato MP3, geralmente coletâneas completas ou singles de grupos musicais.
- eBooks e revistas – Versões digitalizadas de livros e revistas, geralmente os mais conhecidos e/ou famosos; algumas cópias originais; e às vezes digitalização caseira feita com scanner comum.

## Críticas
O warez é defendido por muitos como "não pirataria"; e seria apenas uma forma de compartilhamento sem nenhum fim lucrativo. A pirataria ficaria associada aos grupos que vendem cópias piratas. Entretanto, existem sites intitulados de warez que cobram por cópias piratas, geralmente valores muito abaixo dos produtos oficiais e sem requerer dados pessoais ou registro posterior do produto adquirido. Tais sites são comumente usados como patrocinadores de outros sites de warez grátis ou sites de crack. Muitos apenas levam o usuário a entrar em outros sites de votação e confirmar registro via e-mail para supostamente oferecer os aplicativos e jogos. Recentemente, grupos de warez têm incluído em seus sites, e junto aos arquivos de informação anexados aos aplicativos, frases pedindo aos usuário que comprem tais produtos após experimentarem a cópia não autorizada.

## Como funciona
As publicações e distribuições de warez acontecem nos seguintes passos:
1. Um grupo de warez obtém uma cópia da produtora, antes do lançamento do produto, através de um contato interno, ou roubando uma cópia em CD, ou comprando normalmente uma cópia original autorizada.
2. O grupo ou um indivíduo conhecido como cracker recompila o programa, com o objetivo de burlar licenças de uso e sistemas de proteção contra cópia não autorizada.
3. O programa ou filme é compactado em um formato apropriado, geralmente comprimido em RAR ou ZIP, e então distribuído internamente em servidores privados para o grupo criador ou entre grupos amigos.
4. Finalmente, o programa é enviado para sites de warez de grande popularidade; e a publicação é encerrada pelo grupo. A partir daí, outros grupos ou usuários independentes se encarregam de distribuir em servidores menores (geralmente FTP) e entre amigos, alcançando todos os cantos do mundo. O compartilhamento em sites de hospedagem de torrents (transferência P2P) também é muito popular.